# Hugo Pineda
Hugo Alejandro Pineda Vargas (ur. 10 maja 1962 w Tampico) – meksykański piłkarz występujący na pozycji bramkarza.
Był synem innego meksykańskiego piłkarza, Hugo Pinedy Constantina.